# 平話字
平話字（へいわじ、閩東語: Bàng-uâ-cê、英語: Foochow Romanized）または「福州語ローマ字」（閩東語: Hók-ciŭ-uâ Lò̤-mā-cê）とはローマ字による閩東語（特に福州語）の正書法である。19世紀初頭に福州に来た英米宣教師が閩東語の韻書『戚林八音』に基づいて制定され、最初の方案から標準化まで一連の変化を経て、19世紀後半に定型された。
19世紀から20世紀前半まで、平話字で書かれたテキストは福州語通行区のキリスト教会で一時繁栄し、『聖書』、『賛美歌集』などのキリスト教経典を平話字によって閩東語に翻訳されている。一部の教会学校（陶淑女子学校、格致書院など）には平話字の学習を課程に含めている。当時、福州の地元住民には官話や漢字を使用できる人が少なく、学びやすい平話字はキリスト教信者が閩東語を書くの第一選択になった。
閩南語の白話字とは異なり、平話字はキリスト教会の使用以外に民間で広く使われたことがなく、教会の内部でも誰も平話字ができるわけではない。その後、一世紀近くの国語運動の発展に伴い、平話字は福州語とともに福州住民の日常生活から徐々に消えている。

## アルファベット

### 声母
| 文字 | 例（漢字表記） | IPA表記 |
| b    | 邊             | /p/     |
| p    | 波             | /pʰ/    |
| m    | 蒙             | /m/     |
| d    | 低             | /t/     |
| t    | 他             | /tʰ/    |
| n    | 日             | /n/     |
| l    | 柳             | /l/     |
| g    | 求             | /k/     |
| k    | 氣             | /kʰ/    |
| ng   | 語             | /ŋ/     |
| h    | 喜             | /h/     |
| c    | 爭             | /ts/    |
| ch   | 出             | /tsʰ/   |
| s    | 時             | /s/     |